# بویکوویتسه
بویکوویتسه (به چکی: Bojkovice) یک منطقهٔ مسکونی و شهرستان دارای شهرک سابقاً روستا در جمهوری چک است که در ناحیه اوهرسکه هرادیشتی واقع شده‌است. بویکوویتسه ۴٬۶۶۲ نفر جمعیت دارد.